# Krakkó II. János Pál repülőtér
A Krakkó II. János Pál repülőtér (IATA: KRK, ICAO: EPKK) Lengyelország egyik nemzetközi repülőtere, amely Balice és Krakkó közelében található. Éves utasforgalma 7 394 219 fő (2022).
Nevét II. János Pál pápa után kapta, ki lengyel származású volt.

## Légitársaságok és úticélok
2023-ban a Krakkó II. János Pál repülőtérről az alábbi járatok indulnak:
| Légitársaság                  | Célállomások |
| ----------------------------- | --- |
| Aegean Airlines               | Szezonális: Athén |
| airBaltic                     | Vilnius ( 2024. május 3.) |
| Air Dolomiti                  | München |
| Air France                    | Párizs-Charles de Gaulle repülőtér |
| Air Serbia                    | Belgrád |
| Austrian Airlines             | Bécs |
| British Airways               | London–Heathrow |
| Buzz                          | Szezonális charter: Antalya, Burgasz, Palma de Mallorca, Tirana, Várna, Zákinthosz |
| easyJet                       | Basel/Mulhouse, Bristol, Edinburgh, London–Gatwick, London–Luton, Manchester, Párizs-Charles de Gaulle repülőtér Szezonális: Belfast–International |
| El Al                         | Tel-Aviv (resumes 2023. december 1.) |
| Enter Air                     | Szezonális charter: Antalya, Korfu, Heraklion |
| Eurowings                     | Düsseldorf Szezonális: Stuttgart |
| flydubai                      | Dubai–International |
| Finnair                       | Helsinki |
| Freebird Airlines             | Szezonális charter: Antalya |
| Jet2.com                      | Birmingham, East Midlands (2023 november 9-től), Glasgow, Leeds/Bradford, Manchester, Newcastle upon Tyne |
| KLM                           | Amszterdam |
| LOT                           | Chicago–O'Hare, Isztambul, Olsztyn-Mazury, Tel-Aviv, Varsó–Chopin Szezonális: Bydgoszcz, Newark, Zielona Góra |
| Lufthansa                     | Frankfurt, München |
| Luxair                        | Luxembourg |
| Norwegian                     | Bergen, Koppenhága, Oslo, Stavanger, Stockholm–Arlanda, Trondheim |
| Pegasus Airlines              | Ankara Szezonális charter: Antalya |
| Ryanair                       | Agadir, Alicante, Amman–Queen Alia, Athén, Barcelona, Bari, Beauvais, Belfast–International, Bergamo, Berlin, Billund, Birmingham, Bologna, Bordeaux, Bournemouth, Bristol, Cagliari, Catania, Charleroi, Koppenhága, Dublin, East Midlands, Edinburgh, Eindhoven, Gdańsk, Girona, Glasgow, Göteborg, Gran Canaria, Leeds/Bradford, Lille, Lisszabon, Liverpool, London–Luton, London–Stansted, Madrid, Málaga, Málta, Manchester, Marseille, Memmingen, Nápoly, Newcastle upon Tyne, Nürnberg (vége 2023 november 7-től), Palermo, Páfosz, Pisa, Podgorica, Porto, Poznań, Riga, Róma–Ciampino, Sandefjord, Sevilla, Shannon, Stockholm–Arlanda, Szczecin, Tel-Aviv, Tenerife–South, Thessaloniki, Tirana (2023 október 31-től), Toulouse, Treviso, Valencia, Bécs Szezonális: Ancona, Burgasz, Haniá, Korfu, Dortmund, Fuerteventura (2023 november 3-tól), Lamezia Terme, Lourdes, Olsztyn-Mazury, Palma de Mallorca, Perugia, Pescara, Prága, Rodosz, Rimini, Szantorini, Torino, Várna, Zára |
| SunExpress                    | Antalya |
| Swiss International Air Lines | Zürich |
| Turkish Airlines              | Isztambul |
| Wizz Air                      | Abu-Dzabi, Barcelona, Birmingham, Catania, Eindhoven, Kutaisi, Lárnaka, Leeds/Bradford, London–Gatwick, London–Luton, Lyon, Málaga, Milánó–Malpensa, Nizza, Oslo, Reykjavik–Keflavík, Róma–Fiumicino, Stavanger, Stockholm–Skavsta, Tel-Aviv, Tirana (2023 december 18-tól), Valencia (2023 december 3-tól) Szezonális: Burgasz, Heraklion, Split |

## Futópályák
A repülőtér futópályái:
- 07/25 (2550 m, 60 m, beton)

## Forgalom
Az utasforgalom az elmúlt években az alábbi módon változott:
| Utasok száma | 55 004 | 134 318 | 173 000 | 122 369 | 87 654 | 419 487 | 1 564 338 | 2 839 124 | 4 974 676 | 7 394 219 |
|              | 1964   | 1970    | 1976    | 1981    | 1993   | 1999    | 2005      | 2010      | 2016      | 2022      |